# Europavej E66
E66 er en europavej, der følger ruten Fortezza – St. Candido – Spittal an der Drau – Villach – Klagenfurt – Graz – Veszprém – Székesfehérvár.
Indtil 1992 hed vejforbindelsen Esbjerg-Malmö E66. I dag indgår dette vejstykke i E20.